# Шести конен полк
Шести конен полк е български кавалерийски полк, формиран през 1907 година и взел участие в Балканската (1912 – 1913), Първата световна война (1915 – 1918) и Втората световна война (1941 – 1945).

## Формиране
Шести конен полк е формиран на 1 януари 1907 година в Харманли, съгласно указ №149 от 27 декември 1906 година, състои от три ескадрона и е подчинен на 2-ра конна бригада.

## Балкански войни (1912 – 1913)
През Балканската война (1912 – 1913) полкът взема участие в боя при Димотика (17 октомври 1912), в боя при Фере (5 ноември 1912) и в боя при Мерхамлъ (14 ноември 1912).
По време на Междусъюзническата война (1913) охранява и разузнава фланга на 4-та пехотна дивизия при Стаювци, а в периода 25 юни – 10 юли извършва охранителни действия в посока Босилеград, Любата, Черни връх, Бясна кобила и Патарица.

## Първа световна война (1915 – 1918)
В началото на Първата световна война (1915 – 1918) 6-и конен полк влиза в състава на 4-та конна бригада от състава на Конната дивизия (1 октомври – 20 ноември 1915). Има охранителни функции по линията Царево село – Калиманска позиция – Кочани – Велес – Прилеп – Битоля.
При намесата на България във войната полкът разполага със следния числен състав, добитък, обоз и въоръжение:
| Числен състав                                      | Добитък   | Обоз                                                   | Въоръжение                      |
| -------------------------------------------------- | --------- | ------------------------------------------------------ | ------------------------------- |
| Офицери: 26 Чиновници: 1 Подофицери и войници: 619 | Коне: 681 | Обикновени коли: 32 Товарни коли: 10 Специални коли: 2 | Пушки и карабини: 598 Саби: 598 |

През 1916 година полкът взема участие в боя при Ескиче-Кочмар (2 септември), в боя при село Канлъ Чукур (14 септември), в боя при Амузача (18 септември), боя при гара Касичи (21 септември), боевете при Татладжа (4 – 11 октомври) и в боя при Сарай (7 – 8 ноември).
На 5 декември 6-и конен полк преминава река Дунав при Гюргево, влиза в състава на 37-а германска пехотна дивизията на генерал фон дер Голц и действа в Румъния. На 27 април 1918 година дивизията се отправя от Туркоя към Скопие, където пристига на 4 май, като престоява на гара Куманово до 19 септември. В периода 12 – 28 септември действа на позициите при Кафадарци, Неготино, гара Криволак, Щип, Кочан и Царево село, като прикрива отстъплението на българските войски и съдейства на бегълците.
На 19 декември 1920 година с указ №96 и в изпълнение на клаузите на Ньойския мирен договор е реорганизиран в 6-и жандармерийски конен полк, след което през 1922 година е реорганизиран в 6-а жандармерийска конна група, а за началник на групата е назначен подполковник Петко Златев.
През 1923 година, по време на Деветоюнския преврат участва във въдворяването на реда в Хасковско и Харманлийско, след което същата година участва в потушаването на Септемврийското въстание. През 1928 година конната група обратно е реорганизрана в 6-и конен полк.

## Втора световна война (1941 – 1945)
По време на Втората световна война (1941 – 1945) полкът е на Прикриващия фронт в района на село Близнак (1 март 1941 – юли 1941), а от юли се установява на гарнизон в Гюмюрджина, преименува се на Гюмюрджински полк и влиза в подчинение на Беломорския отряд. На 1 януари 1942 година полкът е разделен на 6-и конен полк и Гюмюрджински пехотен полк и се установява на гарнизон в Дедеагач. Взема участие в първия период на войната в състава на 2-ра конна бригада. На 14 септември 1944 годна за командир на полка е назначен полковник Борис Гайдаров. На 19 октомври 1944 година 2-ра конна бригада влиза в състава на 4-та армия и води боеве при Теринци и Колишино, на Струмишкото направление, където от полка загиват 37 души.
Шести конен полк е демобилизиран на 30 ноември 1944 година и разформирован през 1945 година. С указ № 6 от 5 март 1946 г. издаден на базата на доклад на Министъра на войната № 32 от 18 февруари 1946 г. е одобрена промяната на наименованието на полка от 6-и конен полк на 6-и конен на генерал Колев полк. Полкът е разформирован повторно през 1949 година.

## Наименования
През годините полкът носи различни имена според претърпените реорганизации:
- Шести конен полк (1 януари 1907 – 19 декември 1920)
- Шести жандармерийски конен полк (19 декември 1920 – 1922)
- Шеста жандармерийска конна група (1922 – 20 декември 1927)
- Шести конен полк (20 декември 1927 – 1941)
- Гюмюрджински полк (1941 – 1942)
- Шести конен полк (1942 – 5 март 1946)
- Шести конен на генерал Колев полк (от 5 март 1945)

## Командири
Званията са към датата на заемане на длъжността.
| №  | звание       | име                | дати                                   |
| -- | ------------ | ------------------ | -------------------------------------- |
| 1. | Подполковник | Иларион Танев      | януари 1907 – 28 юни 1913 (разстрелян) |
| 2. | Подполковник | Спас Манджуков     | от 28 юни 1913                         |
| 3. | Подполковник | Христо Начев       | от февруари 1915                       |
| 4. | Подполковник | Сава Вуйчев        | 25 юни 1916 – 2 декември 1916          |
| 5. | Подполковник | Михаил Войников    | от януари 1917                         |
|    | Подполковник | Константин Соларов | 1918                                   |
|    | Полковник    | Георги Загорски    | януари 1919 – 1919                     |
|    | Подполковник | Младен Филипов     | от април 1920                          |
|    | Подполковник | Петко Златев       | от януари 1921                         |
|    | Подполковник | Иван Стоянов       | 1922 – 17 октомври 1923                |
|    | Подполковник | Борис Божилов      | от 1927                                |
|    | Подполковник | Никола Халачев     | от 1930                                |
|    | Полковник    | Петър Тяновски     | 1933 – 1935?                           |
|    | Подполковник | Жеко Маринов       | от 1935                                |
|    | Подполковник | Георги Тошков      | 1936 – 1940?                           |
|    | Подполковник | Иван Кефсизов      | 1940 – 1944?                           |
|    | Полковник    | Гроздан Грозданов  | 1944 – 1944                            |
|    | Полковник    | Борис Гайдаров     | от 14 септември 1944                   |
|    | Подполковник | Мъйно Мъйнов       | 1945 – 1947?                           |
|    | Подполковник | Антон Панов        | 1947 – 1947                            |